# Estonia na Zimowych Igrzyskach Olimpijskich 1928
Estonię na Zimowych Igrzyskach Olimpijskich 1928 reprezentowało 2 zawodników. Obaj rywalizowali w łyżwiarstwie szybkim.

## Zawodnicy

### Łyżwiarstwo szybkie
Mężczyźni
- Aleksander Mitt
- Christfried Burmeister

| Konkurencja | Zawodnik               | Czas   | Miejsce |
| ----------- | ---------------------- | ------ | ------- |
| 500 m       | Christfried Burmeister | 46.2   | 15.     |
| 500 m       | Aleksander Mitt        | 47.7   | 22.     |
| 1500 m      | Christfried Burmeister | 2:33.6 | 19.     |
| 1500 m      | Aleksander Mitt        | 2:35.0 | 20.     |
| 5000 m      | Aleksander Mitt        | 9:35.2 | 21.     |
| 5000 m      | Christfried Burmeister | 9:46.2 | 24.     |